# 215-я пехотная дивизия (вермахт)
215-я пехотная дивизия (нем. 215. Infanterie-Division) — тактическое соединение сухопутных войск вооружённых сил нацистской Германии периода Второй мировой войны.

## История
215-я пехотная дивизия была сформирована 26 августа 1939 года накануне вторжения немецких войск в Польшу. Формирование осуществлялось руководством ландвера в Хайльбронне в 5-м военном округе во время 3-й волны мобилизации Вермахта.
Дивизия была уничтожена советскими войсками в ходе Восточно-Прусской операции в апреле 1945 года.

## Местонахождение
- с августа 1939 по май 1940 (Германия)
- с мая 1940 по декабрь 1941 (Франция)
- с декабря 1941 по январь 1945 (СССР)
- с января по апрель 1945 (Восточная Пруссия)

## Подчинение
- 26-й армейский корпус 18-й армии группы армий «Север»
- 38-й армейский корпус 16-й армии группы армий «Север»

## Командиры
- генерал пехоты Баптист Книсс (26 августа 1939 — 12 ноября 1942)
- генерал-лейтенант Бруно Франкевиц (12 ноября 1942 — 16 апреля 1945)

## Состав
- 380-й пехотный полк
- 390-й пехотный полк
- 435-й пехотный полк
- 215-й артиллерийский полк
- 215-й разведывательный батальон
- 204-й сапёрный батальон
- 215-й противотанковый артиллерийский дивизион
- 215-й батальон связи
- Тыловые службы с номером 215